# Čigota
Le mont Čigota (en serbe cyrillique : Чигота) est un sommet des monts Zlatibor, un massif situé dans la région de Stari Vlah au sud-ouest de la Serbie. Il s'élève à une altitude de 1 422 m.
Par sa hauteur, le mont Čigota est le troisième sommet du massif de Zlatibor, après les monts Tornik (1 496 m) et Brijač (1 480 m).

## Géographie
Le mont Čigota est situé au centre des monts Zlatibor, à environ 10 km au sud-sud-est de la ville de Kraljeve Vode, le centre touristique du massif et à 7 km du village d'Alin Potok. De nombreux hameaux sont situés à proximité, comme Čigota, Cikote, Jelje, Orlov Vrh, Rakovica, Smiljanski Zakos, Čuker, Veliki Rzav, Dabici, Gornja Previja, Redžovina, Glavudža et Šumnato Brdo. Le Crni Rzav, le « Rzav noir », un des bras formant le Rzav de Zlatibor, prend sa source au pied du sommet. Le Veliki Rzav, le « Grand Rzav », un des bras du Rzav de Golija, passe sur le versant occidental du mont.

## Tourisme
Les amateurs de montagne peuvent gravir le sommet en toutes saisons. La route classique prend comme point de départ la ville de Kraljeve Vode, encore appelée Zlatibor ; on gagne d'abord le mont Spomenik, d'où l'on a une vue dégagée sur le mont Čigota puis, en suivant le chemin, on arrive sur le Čigota après deux heures de marche. Le trajet dure en tout environ 2h30.